# Friedrich Gulda
Friedrich Gulda (n. 16 mai 1930, Viena - d. 27 ianuarie 2000, Steinbach am Attersee, Austria) a fost un muzician austriac, pe de o parte pianist și clavecinist de muzică cultă, pe de altă parte pianist și compozitor de jazz.

## Biografie
Gulda s-a născut la Viena ca fiu al unui profesor, a început studiul pianului la vârsta de 7 ani la Wiener Volkskonservatorium cu Felix Pazofsky; în 1942 a intrat la Academia de Muzică din Viena, unde a studiat pianul și teoria muzicală cu Bruno Seidlhofer și Joseph Marx.
În anul 1946 a câștigat premiul întâi la Concursul Internațional de la Geneva. Inițial juriul l-a preferat pe pianistul belgian Lode Backx (n. 1922), dar când s-a dat votul final, câștigătorul a fost Gulda. A început să susțină turnee de concerte pretutindeni în lume. Împreună cu Jörg Demus și Paul Badura-Skoda, Gulda a alcătuit ceea ce a urmat să fie cunoscut ca „Viennese troika".
Cu toate că a fost celebru pentru interpretarea lui Beethoven, Gulda a fost un bun interpret al muzicii lui J.S.Bach, Mozart, Schubert, Chopin, Schumann, Debussy și Ravel.
Începând cu anii 1950 si-a cultivat interesul pentru jazz, cântând cu mulți muzicieni vienezi printre care Alexander Jenner, compunând el însuși multe cântece si piese instrumentale și combinând jazz-ul și muzica cultă de multe ori în concertele sale. Gulda a scris un Preludiu și Fugă pe o tema ce aduce a swing. Keith Emerson a cântat-o pe The Return of the Manticore a lui Emerson, Lake & Palmer. În plus, Gulda a compus „Variations on The Doors' 'Light My Fire'". 
În 1982, Gulda a făcut un duo cu pianistul de jazz Chick Corea, care se afla după ce a desființat formația Return to Forever și înainte de formarea Elektric Band. Astfel cu The Meeting (Philips, 1984), Gulda și Corea au dialogat în lungi improvizații combinând jazz-ul („Some Day My Prince Will Come" și mai puțin cunoscuta piesă a lui Miles Davis „Put Your Foot Out") cu muzica cultă (Brahms' „Wiegenlied” [Căntecul de leagăn]).
Printre altele și-a câștigat pe nedrept eticheta de „pianistul terorist”; Gulda având o puternică antipatie față de autorități precum Academia din Viena, care i-a oferit drept recunoaștere a științei sale interpretative Inelul lui Beethoven dar pe care el l-a refuzat. Cu toate acestea Gulda este pretutindeni privit ca unul dintre cei mai mari pianiști ai secolului 20. Printre elevii săi s-au numărat Martha Argerich și Claudio Abbado.
Și-a dorit să moră de ziua de naștere a compozitorului său preferat, Mozart, și chiar așa s-a și întâmplat, ca urmare a unui atac de inimă, la 69 de ani, pe 27 ianuarie 2000. Gulda a fost înmormântat în cimitirul din Steinbach lângă Attersee în Austria.
A fost căsătorit de două ori, prima dată cu Paola Loewe și apoi cu Yuko Wakiyama. Doi dintre cei trei copii ai săi, Paul și Rico Gulda (câte unul din fiecare căsătorie) au ajuns pianiști.